# Richard J. Aldridge
Pour les articles homonymes, voir Aldridge.
Richard John Aldridge (né le 16 décembre 1945, décédé le 4 février 2014) est un paléontologue britannique.
Il participe dans les années 1980 et 1990 à la clarification de la position cladistique des conodontes, qui étaient jusque là inconnue. À cette époque, des conodontes ont été trouvés dans un Lagerstätte à Granton, près d'Édimbourg en Écosse, dans une strate du Carbonifère, associés à des tissus fossilisés. Les fossiles présentaient un appareil complet des pièces de conodontes au niveau de ce qui serait leur tête. 
Il a été président (Chief Panderer) de la Pander Society de 1998 à 2004.

## Publications
- (en) Briggs D.E.G., Clarkson E.N.K. & Aldridge R.J., 1983. The conodont animal. Lethaia, Volume 16, Issue 1 (January 1983), Pages 1-14, DOI 10.1111/j.1502-3931.1983.tb01993.x.
- (en) Aldridge R.J., Smith M.P., Norby R.D., 1987. The architecture and function of Carboniferous polygnathacean conodont apparatuses. Palaeobiology of …, Halsted Press.
- (en) Aldridge R.J., Briggs D.E.G., Smith M.P., Clarkson E.N.K. & Clark D.L., 1993. The anatomy of conodonts. Trans. R. Soc. Lond., 340, 405-421.
- (en) Donoghue P.C.J., Purnell M.A., Aldridge R.J. & Zhang S., 2008. The interrelationships of ‘complex’ conodonts (Vertebrata). Journal of Systematic Palaeontology, volume 6, numéro 2, pages 119–153, DOI 10.1017/s1477201907002234.

## Récompenses
Richard J. Aldridge reçoit la médaille de Pander, décernée par la Pander Society en 2006.